# Кользиваново
Кользиваново — село в Краснослободском районе Республики Мордовия Российской Федерации. Входит в состав Гуменского сельского поселения.

## География
Находится на расстоянии примерно 10 км по прямой на юго-запад от районного центра города Краснослободск. Кользивановский пруд.

## Население
| 2002 | 2010 |
| ---- | ---- |
| 68   | ↘30  |

Постоянное население составляло 68 человека (русские 93 %) в 2002 году, 30 в 2010 году. На 2021 год проживает 4 человека.

## Инфраструктура
Личное подсобное хозяйство с зоной сельскохозяйственного использования, индивидуальная застройка усадебного типа.

## Транспорт
Деревня доступна автотранспортом.